# كلينت روبرتس
كلينت روبرتس (بالإنجليزية: Clint Roberts)‏ هو سياسي أمريكي، ولد في 30 يناير 1935 في الولايات المتحدة، وتوفي في 13 فبراير 2017 في نفس البلد. حزبياً، نشط في الحزب الجمهوري. وقد انتخب عضو مجلس النواب الأمريكي.